# الانتخابات الرئاسية البيلاروسية 2020
وقعت الانتخابات البيلاروسية 2020 في الفترة ما بين 4 أغسطس إلى 9 أغسطس. وينتخب فيها الرئيس لفترة رئاسية من 5 سنوات. حاز الرئيس الحالي ألكسندر لوكاشينكو 80% من الأصوات، وهو الرئيس الذي يحكم البلاد منذ 1994. المرشحة سفيتلانا تسيخانوفسكايا، والتي حازت 10% من الأصوات وفق النتائج الرسمية، أعلنت فوزها بالانتخابات وطلبت من لوكاشيكنو بدء التفاوض لنقل السلطة. وقعت احتجاجات واسعة في البلاد مع إعلان النتائج وكان هناك ادعاءات بتوزير الانتخابات على نطاق واسع. وتقدم الأعضاء الأربعة المرشحون أمام الرئيس الحالي بطلبات للجنة الانتخابات المركزية البيلاروسية مطالبين باعتبار الانتخابات باطلة.
قال مفوض الشؤون الخارجية في الاتحاد الأوروبي أن الاتحاد لا يعترف بنتائج الانتخابات، وأصدر وزراء الاتحاد بيانًا وصفوا فيه الانتخابات بأنها غير حرة وغير عادلة.
أرسل الرئيس الصيني برقية تهنئة لألكسندر لوكاشينكو بمناسبة الفوز بالانتخابات.

## استشهادات
1. 1 2 3   https://www.belta.by/politics/view/tsik-obnovil-predvaritelnye-dannye-o-rezultatah-golosovanija-na-vyborah-prezidenta-402319-2020/. {{استشهاد ويب}}: |url= بحاجة لعنوان (مساعدة) والوسيط |title= غير موجود أو فارغ (من ويكي بيانات) (مساعدة)
2. ↑  "مرشحو المعارضة الأربعة يطالبون بإلغاء نتائج الانتخابات البيلاروسية". الشروق. 12 أغسطس 2020. مؤرشف من الأصل في 2020-08-15. اطلع عليه بتاريخ 15 أغسطس. {{استشهاد بخبر}}: تحقق من التاريخ في: |تاريخ الوصول= (مساعدة)
3. ↑  "الاتحاد الأوروبي يرفض الاعتراف بنتائج الانتخابات البيلاروسية". آر تي. 14 أغسطس 2020. مؤرشف من الأصل في 2020-08-15. اطلع عليه بتاريخ 2020-08-15.
4. ↑  "رئيس الصين يهنئ نظيره البيلاروسي بإعادة انتخابه". الشروق. 10 أغسطس 2020. مؤرشف من الأصل في 2020-08-15. اطلع عليه بتاريخ 2020-08-15.